# Georges Hostelet
Georges Hostelet, né en 1875 à Chimay en Belgique et mort en 1960, est un sociologue, mathématicien et philosophe belge.

## Éléments biographiques
Après avoir fait les études d'ingénieur polytechnicien à l'École royale militaire de Belgique, Georges Hostelet fut reçu docteur ès sciences physiques et chimiques en 1905 à l’Université de Liège, il a publié la même année le Traité théorique et pratique d’Électrochimie. Il a travaillé par la suite comme ingénieur dans l’industrie chimique, en devenant le collaborateur d’Ernest Solvay. Cela lui valut de participer au premier Congrès Solvay à Bruxelles en 1911.
Entre décembre 1914 et août 1915, Georges Hostelet participa, aux côtés de l'infirmière anglaise Edith Cavell, à une filière d'exfiltration vers la Hollande de soldats anglais et de volontaires belges. l'aide qu'il apporta à cette organisation fut uniquement d'ordre pécuniaire. Hostelet apporta également son concours au service de passage et de renseignement de messieurs Adolphe Buyl et Eugène Jacobs. À la suite de l'arrestation de plusieurs membres du réseau Baucq-Cavell, Hostelet fut lui aussi arrêté et condamné à une lourde peine d'emprisonnement par une cour de justice allemande. Il effectua sa peine à la prison de Rheinbach, mais fut cependant relâché en 1917 à la suite des démarches de plusieurs de ses amis et connaissances, et plus particulièrement celles du couple Sternheim et des physiciens Max Planck et Emil Warburg.
De 1920 à 1923, il co-dirige avec Georges Barnich l'Institut de sociologie Solvay.
En 1925, Hostelet a participé à la mission franco-belge chargée, entre autres, d’organiser l’enseignement des sciences sociales à l’Université du Caire. En 1932, il fut nommé membre de l'Institut International de Statistique de La Haye, et cela explique l’écriture de quelques-uns de ses travaux majeurs, comme L’emploi des indices dans les sciences sociales (1939) ou Le concours de l’analyse mathématique à l’analyse expérimentale des faits statistiques (1938).
Dès 1935, Hostelet donna, dans le cadre de la Société française de Philosophie, une série de conférences intitulée La Méthodologie scientifique de l’investigation des faits de nature et des faites d’activité humaine. Il enseigna, jusqu’en 1947, à l’Université coloniale de l’Anvers, et écrivit des textes sur la colonisation et sur le Congo belge.

## Travail de recherche
L’année même de sa mort, Hostelet a publié L’investigation scientifique des faits d’activité humaine, où cette investigation scientifique est dirigée vers un double objectif : d’abord développer la connaissance du fonctionnement de la société et ensuite aider à guider l’action sociale. Voici l’énonciation de son programme, qui a été d’ailleurs proche en plusieurs points de celui de la praxéologie de Tadeusz Kotarbiński, son collaborateur polonais :
« J’entends par activité pratique, une activité dont le but est clairement définissable et dont les résultats sont nettement observables. Pour élaborer la méthodologie de l’investigation scientifique des activités humaines, je commencerai par les activités pratiques conformément au principe méthodologique des départs de faits différenciés pour les analyser scientifiquement et s’engager progressivement dans des faits de moins en moins différenciés. » (p. 56 de [1960])
Hostelet propose par ailleurs une critique de l’impératif catégorique de Kant. Les règles-guides de l’action doivent prendre en compte, selon le philosophe belge, la particularité des conditions mises en cause par l’acte ainsi que celle des résultats directs et indirects obtenus par celui-ci. Il est donc impossible d’énoncer des règles universelles, comme le souhaiterait l’auteur de la Critique de la Raison Pratique. « J’y vois le piège de l’universel » (p. 121 de [1960]) conclut Hostelet.